# Zonoepalpus argentinensis
Zonoepalpus argentinensis är en tvåvingeart som beskrevs av Blanchard 1941. Zonoepalpus argentinensis ingår i släktet Zonoepalpus och familjen parasitflugor. Inga underarter finns listade i Catalogue of Life.